# مستشفى الأمير زيد بن الحسين العسكري
مستشفى الأمير زيد بن الحسين العسكري، هو مستشفى عسكري يقع في محافظة الطفيلة في الأردن، أفتتح المستشفى بتاريخ 6 حزيران 1992 وكان ذلك بمناسبة عيد الاستقلال وكان حينها باسم «مستشفى الطفيلة الحكومي». بناءًا على رغبة الملك حسين بن طلال جرى تحويل المستشفى إلى مستشفى عسكري وجرى تغيير اسمه إلى «مستشفى الأمير زيد بن الحسين»، وشكلت لجنة من قبل القيادة العامة للقوات المسلحة الأردنية لأغراض استلام المستشفى من وزارة الصحة وذلك بتاريخ 30 أغسطس 1992.

## الوصف
يتألف المبنى الرئيسي للمستشفى من ثلاثة طوابق، وقد أُقيم على أرضٍ مساحتها (39) دونم تغطي المباني مساحة (21) دونم.